# Rodrigo López de Quiroga
Rodrigo López de Quiroga (Espasantes, 1574-1579-  Lodi, Italia, 1632). Caballero de la orden de Santiago. I Comendador de Anguera. Fue un militar español que alcanzó el grado de Maestre de campo al mando del Tercio de Saboya en el norte de Italia.

## Biografía
Fue hijo de Juan López Mosquera y Méndez Garza y de su esposa Violante de Taboada y Quiroga.  
En 1619 durante la Guerra de los Treinta Años, los protestantes en la Valtellina, en el norte del Milanesado, en Italia, habían solicitado ayuda a Venecia que envió en su auxilio a mercenarios holandeses, que ocuparon la localidad de Sondrio entre otras, pero las minorías católicas de los valles pidieron ayuda al duque de Feria, gobernador del Milanesado, el cual envió tropas, siendo Sondrio recuperada por el capitán López de Quiroga , estando al mando de 4 compañías de arcabuceros del Tercio de Saboya. 
El 10 de julio de 1619 se le concedió el título de Caballero del Hábito de Santiago y años más tarde el de I Comendador de Anguera.
En 1622 es nombrado Sargento Mayor del mismo Tercio y en 1627 fue nombrado Protribuno (Segundo jefe militar) por los regidores de la ciudad de Lodi.
En 1630 alcanza el grado de Maestre de Campo del Tercio de Saboya por su heroico comportamiento en la defensa del paso de Susa, por decisión de Ambrosio Espínola, duque de Sesto y gobernador del Milanesado. 
Falleció en 1632 al mando del Tercio, en la ciudad de Lodi, aunque otros autores citan 1633. La tumba con su monumento se encuentra en la capilla de Torrenovais, en la iglesia de San Fiz de Cangas, en Pantón, Galicia.
En la sepultura hay una lápida que -adaptada a la ortografía actual- reza: «Aquí yace el valeroso Rodrigo López de Quiroga, hijo de Juan López Mosquera y Violante Taboada, sargento mayor y maestro de campo del tercer sobresaliente de Lombardía, caballero del hábito de Santiago y comendador de Anguera. Murió en la ciudad de Lodi, año de 1632, reinante Felipe IV».